# 原田祐光
原田 祐光（はらだ・ゆうこう、1989年12月20日 - ）は、日本の極真空手家。フィットジム経営者。起業家。
宮崎県東臼杵郡門川町出身。本部直轄浅草道場所属、初段。165cm、70キロ。
極真会館松井派

## 主な経歴
- 2011年 第28回全日本ウェイト制軽量級3位
- 2012年 イラン国際大会軽量級3位
- 2013年 全東京大会 軽量級 優勝
- 2013年 第30回全日本ウェイト制大会 軽量級 優勝
- 2014年 全日本大会無差別 ベスト16
- 2015年 第32回 全日本ウェイト制大会　準優勝
- 2015年 第11回 全世界大会 無差別 日本代表
- 2017年 第25回東日本大会 無差別 4位